# Мьолндал (община)
Община Мьолндал (на шведски: Mölndals kommun) е разположена в лен Вестра Йоталанд, югозападна Швеция с обща площ 153 km2 и население 61 978 души (към 31 декември 2013). Административен център на община Мьолндал е едноименния град Мьолндал.